# Beňuš
Beňuš este o comună slovacă, aflată în districtul Brezno din regiunea Banská Bystrica, pe malul râului Hron. Localitatea se află la altitudinea de 557 m deasupra n.m., se întinde pe o suprafață de 26,78 km2 și în 2017 număra 1.157 de locuitori.

## Istoric
Localitatea Beňuš este atestată documentar din 1380.

## Demografie
| An:                | 1994 | 2004   | 2014   | 2024   |
| ------------------ | ---- | ------ | ------ | ------ |
| Număr de persoane: | 1186 | 1194   | 1170   | 1145   |
| Diferență:         |      | +0,67% | −2,01% | −2,13% |

| An:                | 2023 | 2024   |
| ------------------ | ---- | ------ |
| Număr de persoane: | 1148 | 1145   |
| Diferență:         |      | −0,26% |